# Bolígraf intel·ligent

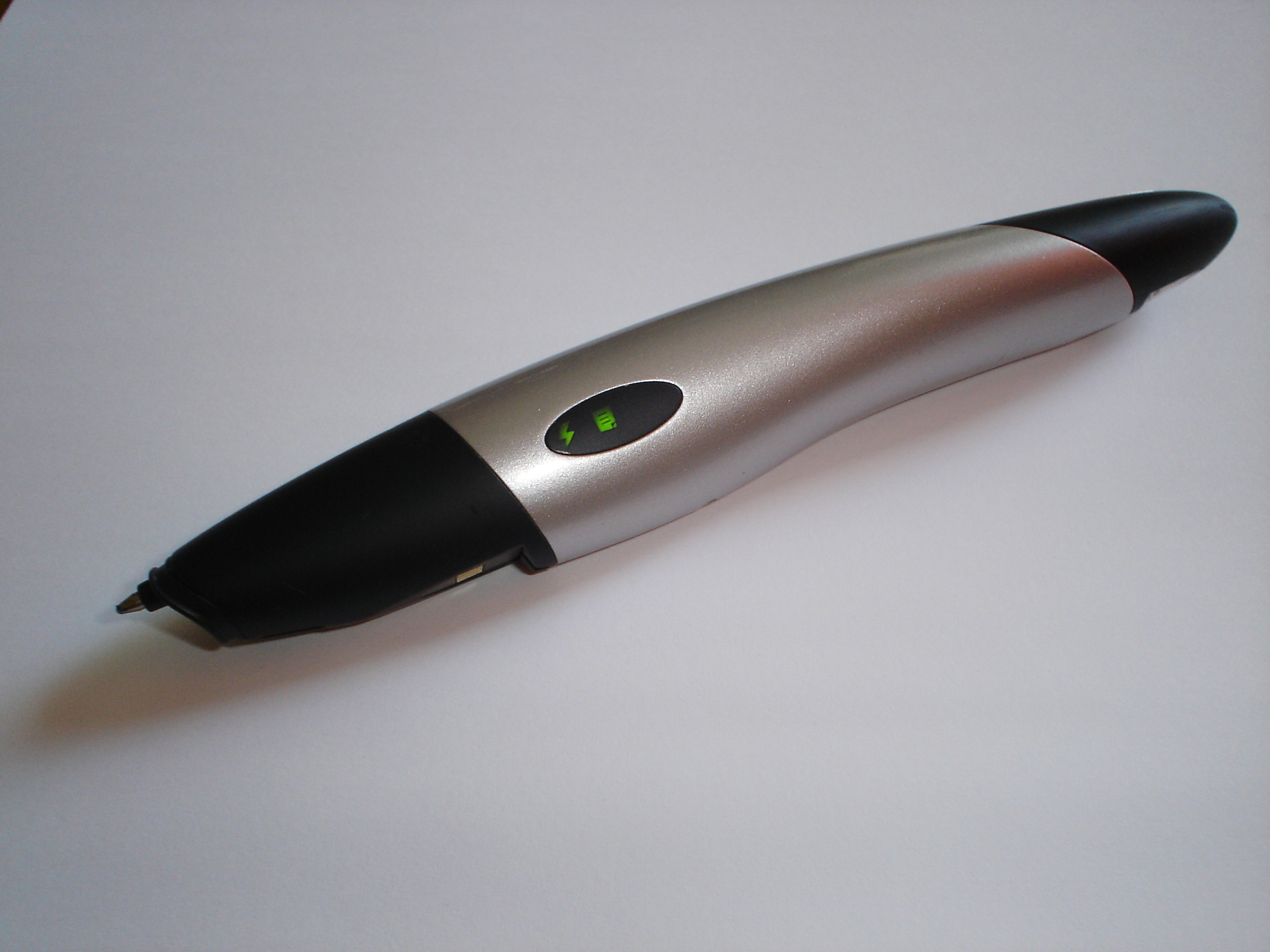
Bolígraf digital basat en la tecnologia Anoto

Un bolígraf intel·ligent (de l'anglès smart pen) o bolígraf digital és un instrument de tinta que enregistra les línies dibuixades per l'usuari per tal de transmetre-les a un ordinador. Aquest tipus de bolígraf s'utilitza generalment en conjunció amb un quadern digital, encara que les dades també poden ser utilitzades per diferents aplicacions o simplement com a gràfics

## Descripció

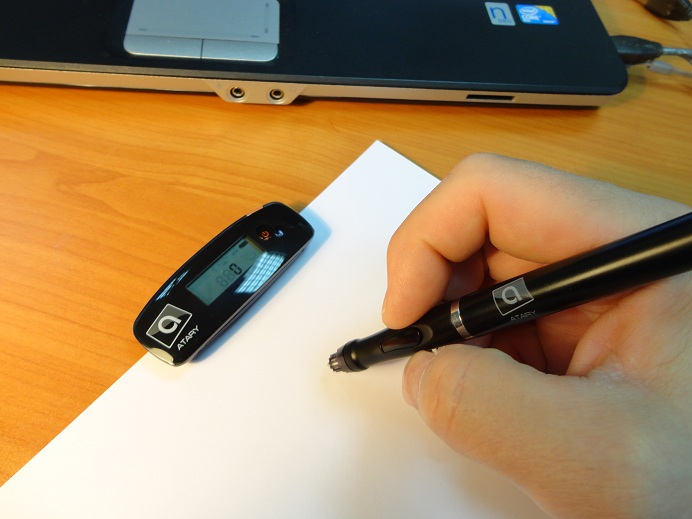
Bolígraf digital que escriu en paper ordinari o qualsevol altra superfície, com una ploma ordinària

Com a dispositiu d'entrada captura la lletra o traços d'un usuari, converteix la informació analògica manuscrita creada utilitzant "bolígraf i paper" a dades digitals, habilitant les dades per a ser utilitzades en diverses aplicacions. Per exemple, les dades d'escriptura poden ser digitalitzades i carregades a un ordinador i mostrades en el seu monitor. Les dades llavors poden ser interpretades per un programari d'OCR permetent al bolígraf digital actuar com a interfície d'entrada de text.
Un bolígraf digital és generalment més gran i té més característiques que un estilet digital. Els bolígrafs digitals típicament contenen electrònica interna i tenen característiques com sensibilitat a la pressió, botons d'entrada, memòria, capacitat d'emmagatzemar dades com esborranys electrònics i trametre-les.
Alguns bolígrafs digitals estan equipats amb un dispositiu d'enregistrament que permet utilitzar-los com dictàfon intel·ligent. Poden ser emprats, per exemple pels estudiants per gravar la veu del mestre tot i prenent notes. Llavors és possible escoltar un segment de so associat amb una zona del quadern digital, tocant aquesta zona amb la punta del bolígraf.

## Tecnologies

### Acceleròmetre
Els bolígrafs digitals basats en un acceleròmetre contenen components que detecten el moviment del bolígraf i el contacte amb la superfície d'escriptura.

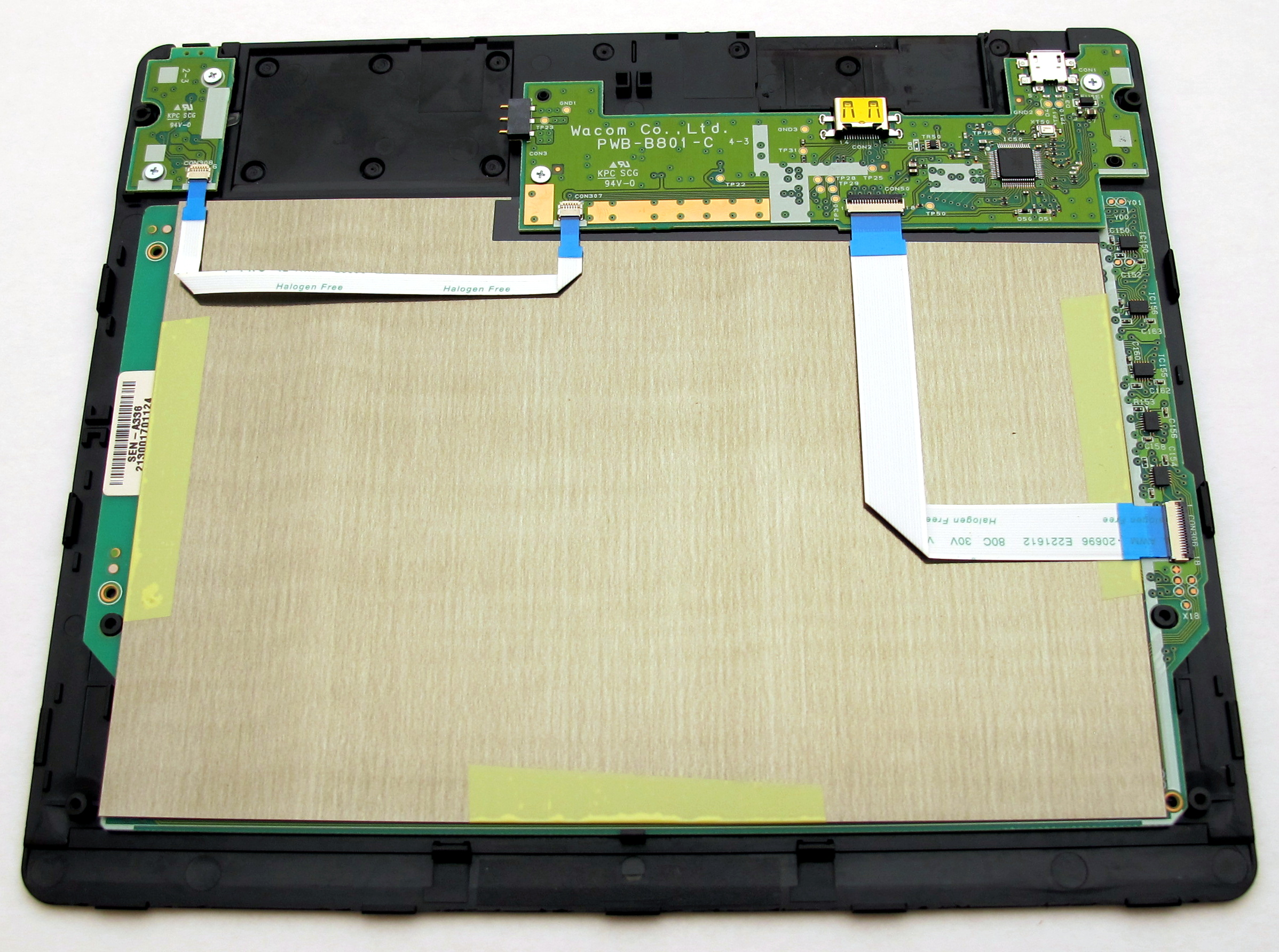
Interior de una tauleta Wacom

### Actiu
Els bolígrafs actius, com N-trig DuoSense Pen™, inclouen components electrònics que emeten uns senyals que són agafats per un dispositiu construït dins el digitalitzador i transmès al seu controlador, proporcionant dades sobre la posició del bolígraf, pressió aplicada, botó premut i altres funcionalitats.

### Posicional
Els bolígrafs posicionals utilitzen un circuit X-Y per detectar la posició de la punta mentre s'escriu. Alguns models que utilitzen aquesta tècnica es poden trobar en les tauletes gràfiques fetes populars per Wacom, i a les Tauletes tàctils que utilitzen la tecnologia Wacom Penabled™ .

### Càmera
Els bolígrafs digitals amb càmera: utilitzen un paper digital especial per detectar a quin lloc del paper el bolígraf contacta amb la superfície d'escriptura, com aquells que utilitzen la tecnologia sueca Anoto.

### Trackball
Els bolígraf-trackball: utilitzen un sensor situat dins del bolígraf per detectar el moviment del trackball sobre la superfície.

## Llista de productes

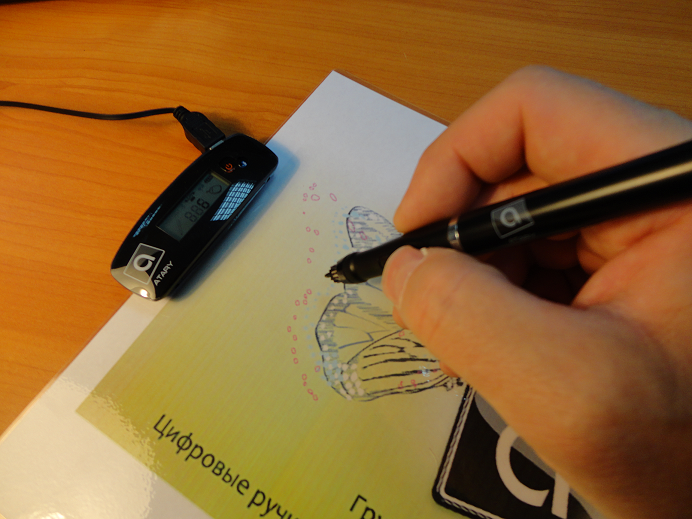
Ús d'un bolígraf digital com si fos una tauleta gràfica

| Fabricant        | Producte          | Empra patró ANOTO | Comentaris |  |
| ---------------- | ----------------- | ----------------- | --- |  |
| PolyVision       | Eno               | Sí                | |  |
| Canon            | IRISNotes         | No                | Smart Pen de Canon |  |
| Apple            | Apple Pencil      | No                | Llapis digital per l'iPad Pro |  |
| Microsoft        | Surface Pen       | No                | Llapis digital per als dispositius Surface                                                                                        |  |
| Livescribe       | Livescribe        | Sí                | |  |
| Logitech         | Digital Pen       | Sí                | |  |
| Luidia           | Smartpen2         | No                | |  |
| Maxell           | Penit             | Sí                | |  |
| Nokia            | Digital Pen SU-1B | Sí                | |  |
| IOGear           | GPen300           | No                | |  |
| Staedtler        | Digital Pen       | No                | |  |
| Oxford Papershow | Trackball pen     | Sí                | El sistema empra una clau USB per dialogar amb el bolígraf digital que habilita la connectivitat instantània entre bolígraf i PC. |  |